# Odozana nigrata
Odozana nigrata là một loài bướm đêm thuộc phân họ Arctiinae, họ Erebidae.